# Hibakujumoku

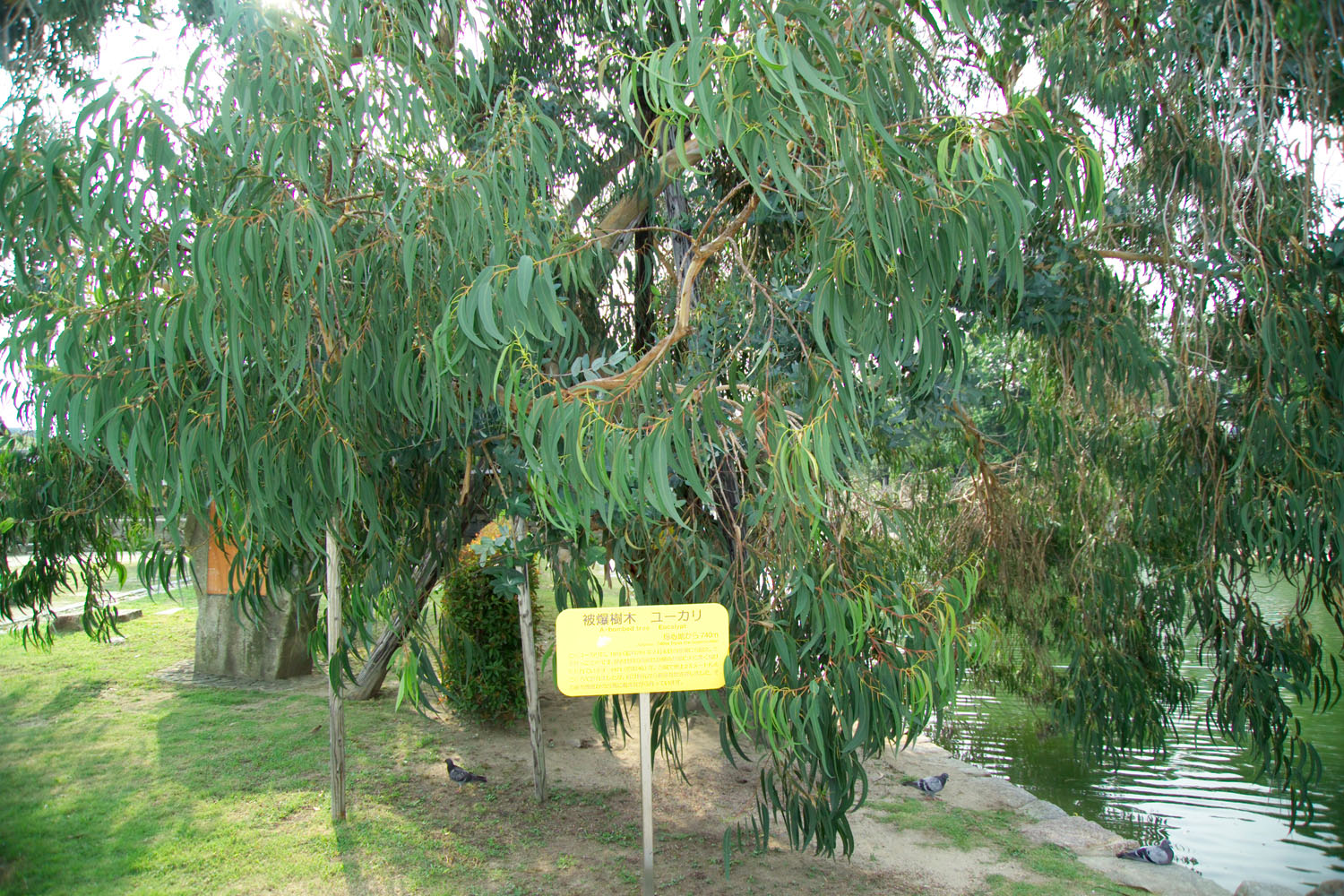
Eucalipto nell’area del Castello di Hiroshima, distante 740 m dall’epicentro. L’albero è sopravvissuto al bombardamento atomico, mentre il castello è stato distrutto

Hibakujumoku  (被爆樹木?, detto anche A-bombed tree in inglese) è il termine giapponese per indicare un albero che è stato esposto al bombardamento atomico di Hiroshima e Nagasaki nel 1945 ed è sopravvissuto oppure ha rigermogliato dalle sue radici.
Il termine è composto da hibaku (被爆?) che significa "bombardato, esposto a radiazione nucleare" e jumoku (樹木?) con il significato di "albero" o "bosco".

## Effetti delle esplosioni sugli alberi
L’enorme calore rilasciato dall’esplosione nei primi tre secondi di impatto nel raggio di 3 chilometri dall’epicentro è stato circa 40 volte quello del sole. 
Il livello iniziale di radiazione all’epicentro è stato calcolato di circa 240 Gy. 
Se all’epicentro e nelle aree limitrofe la distruzione è stata totale, ad alcune centinaia di metri alcune piante sono sopravvissute sebbene notevolmente danneggiate.
Secondo il rapporto Hiroshima and Nagasaki: The Physical, Medical, and Social Effects of the Atomic Bombings, le piante subirono danni prevalentemente nella porzione esposta al di sopra del terreno, mentre la parte sotterranea non è sempre stata completamente danneggiata in quanto protetta dallo strato di terreno; in alcuni casi anche il tronco non è andato completamente distrutto e la massa dello stesso tronco ha protetto la pianta che ha perso i rami e la corteccia nel lato verso l’esplosione mentre ha potuto mantenere viva una parte della corteccia sul lato non esposto.

## Rigenerazione delle piante sopravvissute
Già a partire da alcuni mesi successivi alle esplosioni, alcuni alberi distanti a partire da circa 700 metri dall’epicentro cominciarono a germogliare dalle radici o a mettere nuove gemme dal tronco. Studi realizzati da ricercatori giapponesi negli anni immediatamente successivi ai bombardamenti atomici del 1945, hanno riscontrato numerosi casi di alberi hibakujumoku sia a Nagasaki che ad Hiroshima e hanno redatto una lista delle specie che sono risultate detenere un elevato livello di capacità di sopravvivenza e rigenerazione.
In generale una maggiore capacità di rigenerazione è stata rilevata nelle latifoglie, mentre le aghifoglie che erano apparentemente sopravvissute in numero maggiore appassirono completamente e morirono entro l’anno successivo.
La capacità di sopravvivenza e rigenerazione delle piante e in particolare di sopravvivere agli incendi, capacità posseduta in misura superiore rispetto al mondo animale, è da porsi in relazione alla struttura modulare dei vegetali che distribuiscono sull’intero corpo o sue ampie porzioni le funzioni che nel mondo animale sono concentrate prevalentemente in organi specifici; questa struttura si è evoluta nel tempo per la necessità di sopravvivere non solo alle catastrofi ma soprattutto ai predatori.
L’albero hibakujumoku più vicino all’epicentro dello scoppio di Hiroshima è stato un salice piangente che ad oggi, 2020,  è ancora in vita. 
Un censimento condotto nel 2011 sul territorio di Hiroshima ha individuato circa 170 esemplari di alberi ancora vitali che erano già presenti sul territorio precedentemente all’esplosione. 
Tra questi un oleandro che è stato designato fiore ufficiale di Hiroshima per la sua estrema vitalità.

## Specie dihibakujumoku

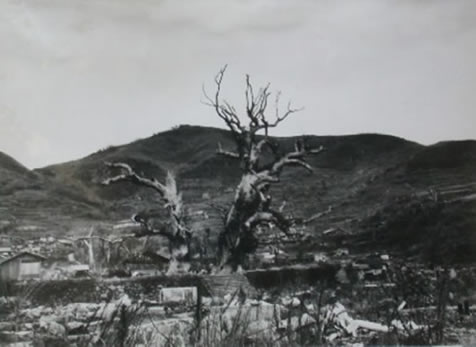
Albero della canfora all'interno del Santuario di Sannō a Nagasaki - fotografia del 1945

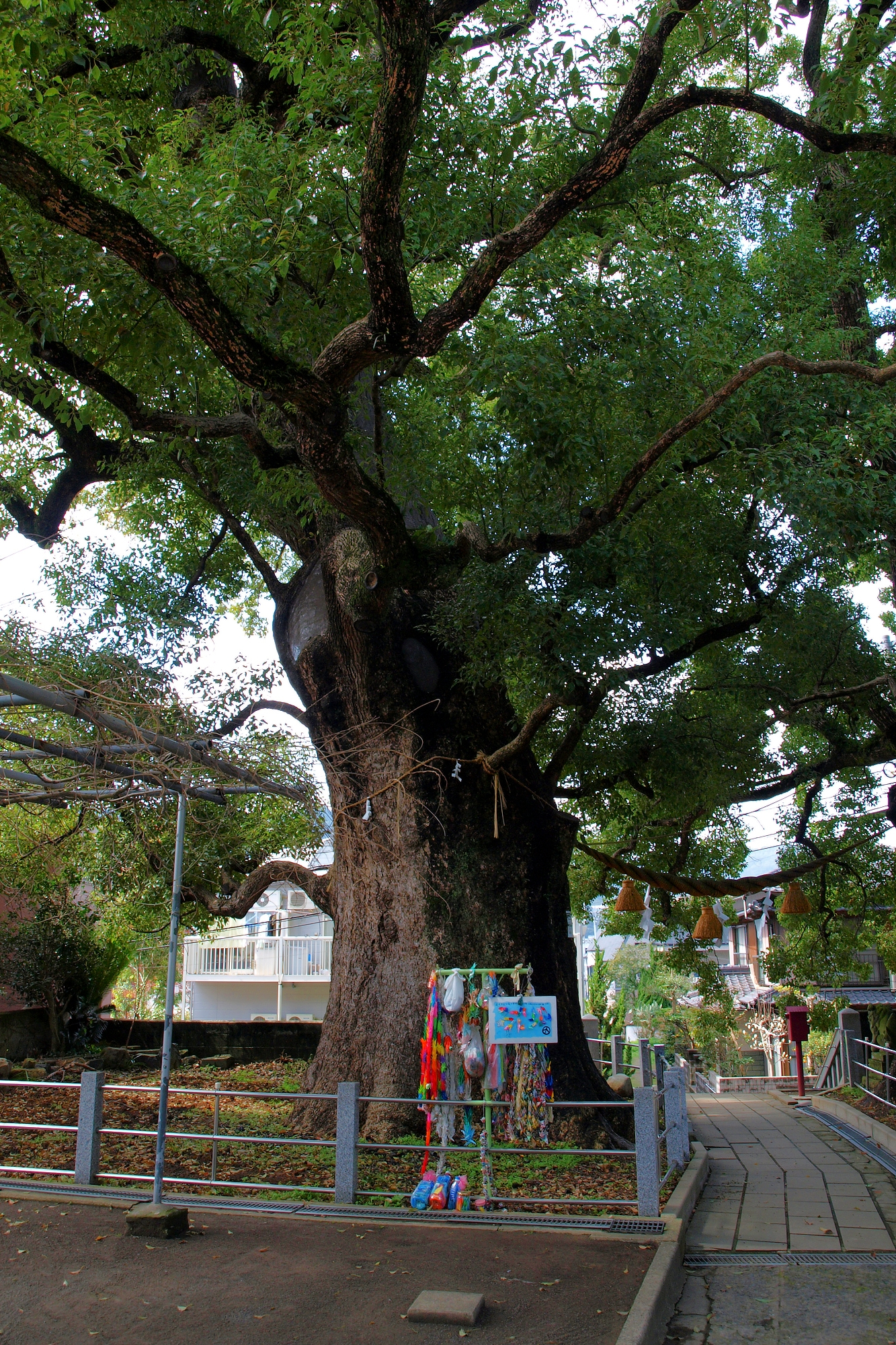
Il medesimo albero della canfora del Santuario di Sannō in una fotografia del 2009

Le specie di hibakujumoku sono elencate nel database redatto da UNITAR, qui di seguito elencate, integrate con i dati pubblicati in Hiroshima and Nagasaki: The Physical, Medical, and Social Effects of the Atomic Bombings.
| Nome comune                   | Nome scientifico              |
| ----------------------------- | ----------------------------- |
| Salice piangente              | Salix babylonica              |
| Robinia                       | Robinia pseudoacacia          |
| Albero dei rosari             | Melia azedarach var. japonica |
| Ficus                         | Ficus sp.                     |
| Bamboo                        | Bambuseae tribe               |
| Azalea                        | Rhododendron genus            |
| Palma della Cina o di Fortune | Trachycarpus fortunei         |
| Oleandro                      | Nerium indicum                |
| Euonymus del Giappone         | Euonymus japonicus            |
| Ilex rotunda                  | Ilex rotunda                  |
| Aralia giapponese             | Fatsia japonica               |
| Celtis sinensis               | Celtis sinensis var. japonica |
| Albero della canfora          | Cinnamomum camphora           |
| Elaeagnus pungens             | Elaeagnus pungens             |
| Cachi o Kaki                  | Diospyros kaki                |
| Eucalipto                     | Eucalyptus melliodora         |
| Salice                        | Salix chaenomeloides          |
| Catalpa                       | Catalpa bignonioides          |
| Cycas revoluta                | Cycas revoluta                |
| Peonia suffruticosa           | Paeonia suffruticosa          |
| Neolitsea sericea             | Neolitsea sericea             |
| Ciliegio                      | Prunus × yedoensis            |
| Mirto crespo                  | Lagerstroemia indica          |
| Ginkgo biloba                 | Ginkgo biloba                 |
| Platano orientale             | Platanus orientalis           |
| Firmiana simplex              | Firmiana simplex              |
| Pino nero giapponese          | Pinus thunbergii              |
| Aphananthe aspera             | Aphananthe aspera             |
| Celsis jessoensis             | Celtis sinensis var. japonica |
| Giuggiolo                     | Ziziphus jujuba               |
| Prunus mume                   | Prunus mume var. purpurea     |
| Amanatsu                      | Citrus natsudaidai            |
| Persea                        | Persea thunbergii             |
| Tiglio sp.miqueliana          | Tilia miqueliana              |
| Camelia sp. japonica          | Camellia japonica             |
| Chaenomele speciosa           | Chaenomeles speciosa          |
| Ginepro cinese                | Juniperus chinensis           |
| Crinum                        | Crinum sp.                    |